# سانت برورد (كورنوال)
سانت برورد (بالإنجليزية: St Breward)‏ هي قرية و أبرشية مدنية تقع في المملكة المتحدة في كورنوال.